# Дизель Студио
«Дизель Студио» — украинский производитель телевизионных шоу, юмористических телепрограмм, сериалов и кинофильмов.

## История
В 2000 году Егор Крутоголов вместе с Евгением Гашенко и Михаилом Шинкаренко создали команду КВН «Дизель».
Команда «Дизель» выступала в нескольких лигах КВН (5 место в 1/8 Высшей лиги КВН сезона 2005, участвовала в сезоне 2004 года «Голосящий КиВиН», 4 место в 1/8 Высшей лиги КВН 2003), участвовали в Евролиге в Беларуси.
В 2013 году Егор Крутоголов, Евгений Гашенко, Михаил Шинкаренко и Александр Бережок стали авторами и актёрами первого собственного проекта — 20-серийного скетчкома «Путёвая страна» для телеканала ICTV.
В 2015 году Крутоголов вместе с Шинкаренко, Александром Бережком и Алексеем Бланаром создали юмористический проект «Дизель Шоу», премьера которого состоялась 24 апреля в Киеве в Международном центре культуры и искусств (Октябрьский дворец).
«Дизель Студио» стала известной после концерта «Дизель Шоу» 24 апреля 2015 года в Киеве. Инициаторами создания компании стали экс-участники команды КВН «Дизель», перебравшиеся из Николаева в Киев: Крутоголов, Шинкаренко, Бережок и Евгений Гашенко. Основной актёрский состав: Егор Крутоголов, Евгений Сморигин, Марина Поплавская, Александр Бережок, Евгений Гашенко, Виктория Булитко, Яна Глущенко.
Руководители компании «Дизель Студио»: Шинкаренко, Крутоголов, Бланарь.
С 2015 года компания производит телевизионные проекты для украинского национального телеканала ICTV — концертную программу «Дизель-шоу», программу «Дизель утро», скетч-ком «На троих», комедийный сериал «Папаньки». В производстве — молодёжный ситком «Медфак» для «Нового канала».
6 марта 2021 года создали вечернее шоу «Dizel Night» на телеканале «СТБ».
23 января 2022 года сняли скетч-шоу «DIZEL SHORTЫ» для телеканала «ICTV» и для своего канала на «YouTube».

## Проекты
- «Путёвая страна» (2013, ICTV) — первый проект «Дизель Студио», псевдодокументальный фильм о железной дороге.
- «Дизель-шоу» (с 2015, ICTV, Че) — главный проект производства «Дизель Студио». Концертное шоу, подборка скетчей, сценок, зарисовок на тему семейных отношений, любви, конфликта поколений. Шоу имеет самую высокую долю среди всех продуктов телеканала ICTV, является лидером пятничного прайм-тайма[2][3][4].
- «На троих!» (с 2015, ICTV, СТС Love, Че) — скетч-шоу. Традиционно в кадре появляются три главных героя[3].
- «Дизель Утро» (с 2015, ICTV) — рубрика со смешным взглядом на актуальные события в эфире утреннего шоу «Утро в большом городе».
- «Папаньки» (с 2018, ICTV) (первый сезон) СТБ (второй и третий сезон) — телевизионный комедийный сериал, собственная разработка «Дизель Студио». Съемки сериала стартовали 1 июня 2017 года. Режиссёр картины Ирина Васильева. Главные роли исполняют Егор Крутоголов, Евгений Сморигин, Евгений Гашенко, Алексей Сморигин, Катерина Кузнецова, Лилия Ребрик[5].
- Медфак» (2019) (Новый канал). Премьера состоялась 26 августа. Молодёжный ситком о жизни и учёбе студентов-медиков[6].
- «Выжить любой ценой» (2019). 11 сентября на YouTube-канале «Дизель Студио» и на телеканале ICTV.
- «DIZEL SHORTЫ »(2022) Премьера состоялась 23 января на YouTube-канале «Дизель Студио» и на телеканале ICTV собственная разработка «Дизель Студио». Главные роли исполняют Егор Крутоголов, Евгений Сморигин, Евгений Гашенко, Алексей Сморигин, Яна Глущенко и Юлия Мотрук-Зайченко.

## Награды
- 2016 — Национальная телевизионная премия «Телетриумф» в категории «Лучшая юмористическая программа»[7].
- 2017 — Тур «Дизель-шоу» под названием «Весна смешна» (15.03 — 26.03 2017 года) внесен в Национальный реестр рекордов Украины в номинации «Самое большое количество концертов юмористического коллектива в рамках одного концертного тура»: 39 концертов в 27 городах Украины[8].
- 2017 — Серебряная кнопка YouTube.[источник не указан 1507 дней]
- 2017 — Бронза PromaxBDA Europe Awards. Телеканал ICTV стал бронзовым призёром престижного европейского конкурса PromaxBDA Europe Awards 2017 в номинации Programme Promotion — за проморолик осеннего сезона концертов «Дизель-шоу», в котором актёры «Дизель Студио» предстали в роли греческих богов[9].
- 2018 — участники и проекты компании «Дизель Студио» номинированы на премию «Телетриумф» в номинациях «Лучшая утренняя / дневная информационно-развлекательная программа» («Дизель Утро»), «Лучший ведущий юмористической программы/шоу» (Егор Крутоголов), «Лучшая юмористическая программа» («Дизель-шоу»)[10].

## Актёрский состав студии
- Александр Бережок
- Виктория Булитко
- Евгений Гашенко
- Яна Глущенко
- Леша Сморигин
- Лев Крутоголов
- Егор Крутоголов - художественный руководитель.
- Евгений Сморигин
- Дмитрий Танкович — с 2019 года.
- Юлия Мотрук-Зайченко — с 2021 года.

## Приглашённые для телевизионной съёмки
- Александр Ярема — с 2022 года. Актёр телесериала «Папаньки» от «Дизель Студио». Актёр театра им. Ивана Франка. Снимается в кино и сериалах, был ведущим на телевидении. Периодически участвует в съемках.
- Назар Заднепровский — с 2022 года. Актёр театра им. Ивана Франко. Снимается в кино и сериалах, актёр дубляжа. Периодически участвует в съёмках.
- Виталина Библив — с 2022 года. Актриса телесериала «Папаньки» от «Дизель Студио». Актриса кино и сериалов, играет в театре разноплановые ролик Актриса дубляжа и озвучивания. Участвовала в нескольких номерах.
- Лилия Ребрик — с 2022 года. Актриса телесериала «Папаньки» от «Дизель Студио». Актриса кино и сериалов. Играет в театре. Была ведущей на телевидении. Периодически участвует в съёмках.
- Наталья Денисенко — с 2022 года. Актриса телесериала «Папаньки» от «Дизель Студио». Актриса кино и сериалов, играет в театре разноплановые ролик Актриса дубляжа и озвучивания, в частности индийских фильмов.
- Кира Подольская — с 2018 года. Актриса кино и сериалов. Играет в театре и поёт в мюзиклах. Периодически участвует в съемках.
- Павел Алдошин — 2022 год. Актёр телесериала «Папаньки» (4 сезон) от «Дизель Студио». Участвовал в нескольких номерах.
- Периодически приглашаются на съёмки: Алексей и Александр Сморыгины (Алексей с первых выпусков шоу, Александр с 2021 года, заменив подросшего брата в семейном номере Вики и Александра), Лев Крутоголов (Очень редко) и другие дети участников компании.

### Бывшие артисты студии
- Виталий Гончаров — покинул шоу после первых двух выпусков.
- Ольга Арутюнян — заменяла находившуюся в декрете Яну Глущенко; покинула шоу после возвращения Глущенко в строй.
- Марина Поплавская — погибла в ДТП 20 октября 2018 года.
- Олег Иваница — принял решение покинуть шоу в 2018 году после гибели Марины Поплавской.
- Максим Нелипа — покинул шоу в 2019 году.
- Василий Вирастюк — участвовал в отдельных концертах с 2017 по 2020 год.
- Сергей Писаренко (2019—2022) — до 2019 года был приглашённым участником.
- Евгений Никишин (2019—2022) — до 2019 года был приглашённым актёром.
- Маруся Грицук — с 2019 по 2022 годы.